# نادي يونيفيرسيتاتيا كرايوفا
نادي يونيفيرسيتاتيا كرايوفا (بالإنجليزية: Universitatea Craiova)‏ نادي كرة قدم روماني . تم تأسيس النادي في سنة 1948.